# 李心
李心（1961年7月—），女，汉族，河南遂平人，中华人民共和国政治人物，现任广东省政协副主席，中国民主建国会中央委员会常务委员、广东省委员会主任委员，第十二、十三届全国政协委员。